# Division Nord-Est de la LNH
En Amérique du Nord, la division Nord-Est de la Ligue nationale de hockey (ou : section Nord-Est) a été formée en 1993 en tant que partie de l'Association de l'Est durant le réalignement opéré par la Ligue. Son prédécesseur était la division Adams. Elle a été abolie en 2013 et toutes ses équipes se joignent à la division Atlantique.

## Équipes à la dissolution
- Bruins de Boston
- Sabres de Buffalo
- Canadiens de Montréal
- Sénateurs d'Ottawa
- Maple Leafs de Toronto

## Évolution de la division

### 1993-1995
La division Nord-Est est formée en résultat du réalignement de la LNH et est formée par les Bruins de Boston, les Sabres de Buffalo, les Whalers de Hartford, les Canadiens de Montréal, les Sénateurs d'Ottawa et les Nordiques de Québec provenant de la division Adams tandis que les Penguins de Pittsburgh proviennent de la division Patrick.

### 1995-1997
Les Nordiques de Québec sont déplacés dans la division Pacifique pour devenir l'Avalanche du Colorado. La composition de la division est alors la suivante :
- Bruins de Boston
- Sabres de Buffalo
- Whalers de Hartford
- Canadiens de Montréal
- Sénateurs d'Ottawa
- Penguins de Pittsburgh

### 1997-1998
Les Whalers de Hartford sont déménagés à Greensboro, en Caroline du Nord, pour devenir les Hurricanes de la Caroline. Les franchises de la division sont alors les suivantes :
- Bruins de Boston
- Sabres de Buffalo
- Hurricanes de la Caroline
- Canadiens de Montréal
- Sénateurs d'Ottawa
- Penguins de Pittsburgh

### 1998-2013
Les Predators de Nashville faisant leur entrée dans la LNH, toutes les divisions sont chamboulées avec la création de deux nouvelles divisions. Ainsi, les Hurricanes de la Caroline sont déplacés dans la nouvelle division Sud-Est, les Penguins de Pittsburgh rejoignent la division Atlantique et les Maple Leafs de Toronto rejoignent la division en provenance de la division Centrale.
Les équipes sont donc les suivantes :
- Bruins de Boston
- Sabres de Buffalo
- Canadiens de Montréal
- Sénateurs d'Ottawa
- Maple Leafs de Toronto

### Depuis 2013
À la suite du déménagement des Thrashers d'Atlanta à Winnipeg la LNH désire faire un réalignement de ses divisions pour permettre à l'équipe de quitter l'Association de l'Est pour l'Association de l'Ouest. Ceci met donc fin à la Division Nord-Est et toutes ces équipes se joignent à la nouvelle Division Atlantique.
Les équipes de la nouvelle Division Atlantique sont les suivantes :
- Bruins de Boston
- Sabres de Buffalo
- Red Wings de Détroit
- Panthers de la Floride
- Canadiens de Montréal
- Sénateurs d'Ottawa
- Lightning de Tampa Bay
- Maple Leafs de Toronto

## Champions de division
La liste ci-dessous reprend les équipes championnes de division :
Légende :
- Vainqueur de la Coupe Stanley
- Finaliste de la Coupe Stanley

| Saison  | Franchise                            | Bilan                                | Pts                                  | Résultats en playoffs |
| ------- | ------------------------------------ | ------------------------------------ | ------------------------------------ | --- |
| 1993-94 | Penguins de Pittsburgh               | 44-27-13                             | 101                                  | Défaite - Quarts de finale de conférence Est (Capitals) 4-2 |
| 1994-95 | Nordiques de Québec                  | 30–13–5                              | 65                                   | Défaite - Quarts de finale de conférence Est (Rangers) 4-2 |
| 1995-96 | Penguins de Pittsburgh               | 49–29–4                              | 102                                  | Victoire - Quarts de finale de conférence Est (Capitals) 4-2 Victoire - Demi-finale de conférence Est (Rangers) 4-1 Défaite - Finale de conférence Est (Panthers) 4-3                                          |
| 1996-97 | Sabres de Buffalo                    | 40-30-12                             | 92                                   | Victoire - Quarts de finale de conférence Est (Sénateurs) 4-3 Défaite - Demi-finale de conférence Est (Flyers) 4-1                                                                                             |
| 1997-98 | Penguins de Pittsburgh               | 40-24-18                             | 98                                   | Défaite - Quarts de finale de conférence Est (Canadiens) 4-2 |
| 1998-99 | Sénateurs d'Ottawa                   | 44-23-15                             | 103                                  | Défaite - Quarts de finale de conférence Est (Sabres) 4-0 |
| 1999-00 | Maple Leafs de Toronto               | 45-27-7-3                            | 100                                  | Victoire - Quarts de finale de conférence Est (Sénateurs) 4-2 Défaite - Demi-finale de conférence Est (Devils) 4-2                                                                                             |
| 2000-01 | Sénateurs d'Ottawa                   | 48-21-9-4                            | 109                                  | Défaite - Quarts de finale de conférence Est (Maple Leafs) 4-0 |
| 2001-02 | Bruins de Boston                     | 43-24-6-9                            | 101                                  | Défaite - Quarts de finale de conférence Est (Canadiens) 4-2 |
| 2002-03 | Sénateurs d'Ottawa                   | 52-21-8-1                            | 113                                  | Victoire - Quarts de finale de conférence Est (Islanders) 4-1 Victoire - Demi-finale de conférence Est (Flyers) 4-2 Défaite - Finale de conférence Est (Devils) 4-3                                            |
| 2003-04 | Bruins de Boston                     | 41-19-15-7                           | 104                                  | Défaite - Quarts de finale de conférence Est (Canadiens) 4-3 |
| 2004-05 | Saison annulée en raison du lock-out | Saison annulée en raison du lock-out | Saison annulée en raison du lock-out | Saison annulée en raison du lock-out |
| 2005-06 | Sénateurs d'Ottawa                   | 52-21-9                              | 113                                  | Victoire - Quarts de finale de conférence Est (Lightning) 4-1 Défaite - Demi-finale de conférence Est (Sabres) 4-1                                                                                             |
| 2006-07 | Sabres de Buffalo                    | 53-22-7                              | 113                                  | Victoire - Quarts de finale de conférence Est (Islanders) 4-1 Victoire - Demi-finale de conférence Est (Rangers) 4-2 Défaite - Finale de conférence Est (Sénateurs) 4-1                                        |
| 2007-08 | Canadiens de Montréal                | 47-25-10                             | 104                                  | Victoire - Quarts de finale de conférence Est (Bruins) 4-3 Défaite - Demi-finale de conférence Est (Flyers) 4-1                                                                                                |
| 2008-09 | Bruins de Boston                     | 53-19-10                             | 116                                  | Victoire - Quarts de finale de conférence Est (Canadiens) 4-0 Défaite - Demi-finale de conférence Est (Hurricanes) 4-3                                                                                         |
| 2009-10 | Sabres de Buffalo                    | 45-27-10                             | 100                                  | Défaite - Quarts de finale de conférence Est (Bruins) 4-2 |
| 2010-11 | Bruins de Boston                     | 46-25-11                             | 103                                  | Victoire - Quarts de finale de conférence Est (Canadiens) 4-3 Victoire - Demi-finale de conférence Est (Flyers) 4-0 Victoire - Finale de conférence Est (Lightning) 4-3 Victoire - Coupe Stanley (Canucks) 4-3 |
| 2011-12 | Bruins de Boston                     | 49-29-4                              | 102                                  | Défaite - Quarts de finale de conférence Est (Capitals) 4-3 |
| 2012-13 | Canadiens de Montréal                | 29-14-5                              | 63                                   | Défaite - Quarts de finale de conférence Est (Sénateurs) 4-1 |

## Résultats saison par saison
- Vainqueur de la Coupe Stanley
- Finaliste de la Coupe Stanley
- Qualifié pour les séries éliminatoires
- (x) : Classement (seed) dans la conférence en fin de saison
- CP : Vainqueur de la Coupe du Président

| Saison  | Bilan des équipes                    | Bilan des équipes                    | Bilan des équipes                    | Bilan des équipes                    | Bilan des équipes                    | Bilan des équipes                    | Bilan des équipes                    |
| ------- | ------------------------------------ | ------------------------------------ | ------------------------------------ | ------------------------------------ | ------------------------------------ | ------------------------------------ | ------------------------------------ |
| Saison  | 1er                                  | 2e                                   | 3e                                   | 4e                                   | 5e                                   | 6e                                   | 7e                                   |
| 1993-94 | (2) Pittsburgh (101)                 | (4) Boston (97)                      | (5) Montréal (96)                    | (6) Buffalo (95)                     | Québec (76)                          | Hartford (63)                        | Ottawa (37)                          |
| 1994-95 | (1) Québec (65)                      | (3) Pittsburgh (61)                  | (4) Boston (57)                      | (7) Buffalo (51)                     | Hartford (43)                        | Montréal (43)                        | Ottawa (23)                          |
| 1995-96 | (2) Pittsburgh (102)                 | (5) Boston (91)                      | (6) Montréal (90)                    | Hartford (77)                        | Buffalo (72)                         | Ottawa (41)                          |                                      |
| 1996-97 | (2) Buffalo (92)                     | (6) Pittsburgh (84)                  | (7) Ottawa (77)                      | (8) Montréal (77)                    | Hartford (75)                        | Boston (61)                          |                                      |
| 1997-98 | (2) Pittsburgh (98)                  | (5) Boston (91)                      | (6) Buffalo (89)                     | (7) Montréal (87)                    | (8) Ottawa (83)                      | Caroline (74)                        |                                      |
| 1998-99 | (2) Ottawa (103)                     | (4) Toronto (97)                     | (6) Boston (91)                      | (7) Buffalo (91)                     | Montréal (75)                        |                                      |                                      |
| 1999-00 | (3) Toronto (100)                    | (6) Ottawa (95)                      | (8) Buffalo (85)                     | Montréal (83)                        | Boston (73)                          |                                      |                                      |
| 2000-01 | (2) Ottawa (109)                     | (5) Buffalo (98)                     | (7) Toronto (90)                     | Boston (88)                          | Montréal (70)                        |                                      |                                      |
| 2001-02 | (1) Boston (101)                     | (4) Toronto (100)                    | (7) Ottawa (94)                      | (8) Montréal (87)                    | Buffalo (82)                         |                                      |                                      |
| 2002-03 | (1) Ottawa CP (113)                  | (5) Toronto (98)                     | (7) Boston (87)                      | Montréal (77)                        | Buffalo (72)                         |                                      |                                      |
| 2003-04 | (2) Boston (104)                     | (4) Toronto (103)                    | (5) Ottawa (102)                     | (7) Montréal (93)                    | Buffalo (85)                         |                                      |                                      |
| 2004-05 | Saison annulée en raison du lock-out | Saison annulée en raison du lock-out | Saison annulée en raison du lock-out | Saison annulée en raison du lock-out | Saison annulée en raison du lock-out | Saison annulée en raison du lock-out | Saison annulée en raison du lock-out |
| 2005-06 | (1) Ottawa (113)                     | (4) Buffalo (110)                    | (7) Montréal (93)                    | Toronto (90)                         | Boston (74)                          |                                      |                                      |
| 2006-07 | (1) Buffalo CP (113)                 | (4) Ottawa (105)                     | Toronto (91)                         | Montréal (90)                        | Boston (76)                          |                                      |                                      |
| 2007-08 | (1) Montréal (104)                   | (7) Ottawa (94)                      | (8) Boston (94)                      | Buffalo (90)                         | Toronto (83)                         |                                      |                                      |
| 2008-09 | (1) Boston (116)                     | (8) Montréal (93)                    | Buffalo (91)                         | Ottawa (83)                          | Toronto (81)                         |                                      |                                      |
| 2009-10 | (3) Buffalo (100)                    | (5) Ottawa (94)                      | (6) Boston (91)                      | (8) Montréal (88)                    | Toronto (74)                         |                                      |                                      |
| 2010-11 | (3) Boston (103)                     | (6) Montréal (96)                    | (7) Buffalo (96)                     | Toronto (85)                         | Ottawa (74)                          |                                      |                                      |
| 2011-12 | (2) Boston (102)                     | (8) Ottawa (92)                      | Buffalo (89)                         | Toronto (80)                         | Montréal (78)                        |                                      |                                      |
| 2012-13 | (2) Montréal (63)                    | (4) Boston (62)                      | (5) Toronto (57)                     | (7) Ottawa (56)                      | Buffalo (48)                         |                                      |                                      |

## Vainqueurs de la Coupe Stanley
- 2011 - Bruins de Boston

## Vainqueurs de la Coupe du Président
- 2003 - Sénateurs d'Ottawa
- 2007 - Sabres de Buffalo

## Liste des équipes vainqueur de la Division Nord-Est
| Franchise              | Titres | Dernier titre | Années                       |
| ---------------------- | ------ | ------------- | ---------------------------- |
| Bruins de Boston       | 5      | 2012          | 2002, 2004, 2009, 2011, 2012 |
| Sénateurs d'Ottawa     | 4      | 2006          | 1999, 2001, 2003, 2006       |
| Penguins de Pittsburgh | 3      | 1998          | 1994, 1996, 1998             |
| Sabres de Buffalo      | 3      | 2010          | 1997, 2007, 2010             |
| Canadiens de Montréal  | 2      | 2013          | 2008, 2013                   |
| Nordiques de Québec    | 1      | 1995          | 1995                         |
| Maple Leafs de Toronto | 1      | 2000          | 2000                         |